# Salmon
Salmon település az Amerikai Egyesült Államok Idaho államában, Lemhi megyében, melynek megyeszékhelye is. Lakosainak száma 3119 fő (2020. április 1.).

## Népesség
A település népességének változása:

| 2010 | 3 112 |
| 2020 | 3 119 |